# Джеркі

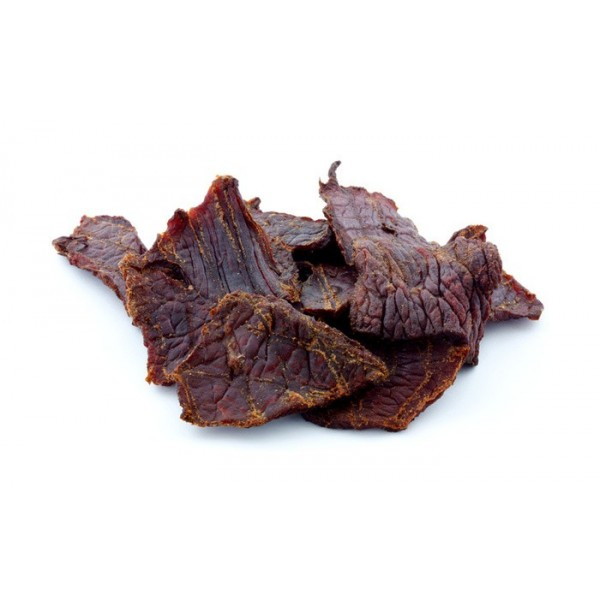
Джеркі

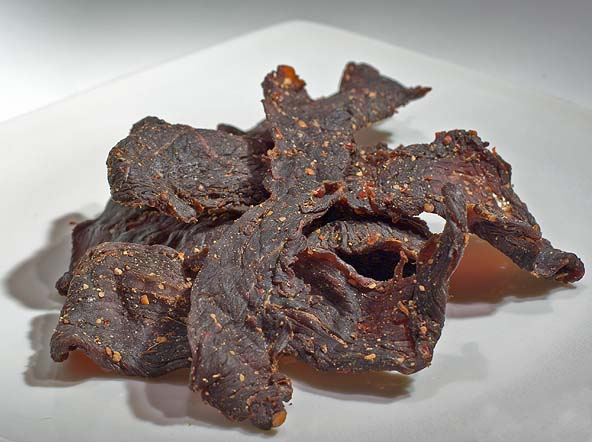
Джеркі — продукт харчування

В'ялене м'ясо (англ. jerky) — шматочки м'яса, маринованого, висушеного і в'яленого.

## Історія «джеркі»
Джеркі — традиційна страва як північноамериканських, так і південноамериканських індіанців; саме слово «джеркі» походить з мови кечуа: «charqui» — «в'ялене м'ясо». В'ялення м'яса було одним із перших людських принципово важливих методів збереження їжі для виживання.
У Європі джеркі стали популярними ще за походів Наполеона.

## Виробництво
Джеркі — м'ясо, традиційно покраяне на смужки, позбавлене тлущу, мариноване та сушене або вуджене при низьких температурах (звичайно нижче 70 °C), а то й посолене та й сушене на сонці. Завдяки таким процесам отримуються закуски із соленим, пікантним та напівсолодким смаком, які зберігаються довгостроково без охолодження.
Виробляють джеркі на сучасних заводах у сушильних печах, обладнаних нагрівальними елементами та вентиляторами. Поєднання швидкого переміщення повітря і слабкого вогню підсушує м'ясо до необхідної вологості протягом 5 - 7 годин, а витяжні отвори в печах сприяють видаленню вологи з повітря. М'ясо висушують до належного рівня вологи для запобігання псуванню, готові джеркі пакуються в вакуумні пакети, або в металізовані зіп-пакети.

## Технологія виробництва джеркі в США
Сучасна технологія виробництва джеркі в США включає кілька ключових етапів: вибір нежирних частин туші з оптимальним вмістом жиру менше 10%, нарізку м'яса вздовж або поперек м'язових волокон товщиною 3-5 мм, маринування протягом 4-24 годин, та сушіння при температурі 60-70°C до досягнення вмісту вологи 15-20%. Американські виробники використовують різні методи сушіння, включаючи дегідратори, коптильні, вакуумне сушіння та ліофілізацію.

## Популярність
Джеркі надзвичайно популярний вид закусок в Україні, Канаді, США та Західній Європі. Починаючи від 1996 року джеркі обрано їжею для астронавтів NASA завдяки своїй невеликій вазі та високому рівню калорійності. Джеркі використовується як самостійний продукт або як закуска до пива.
З 2022 року, джеркі стали дуже популярними в Україні та ЗСУ, так як дуже легкі, смачні та ними легко наїстися.